# Íñigo z Oña
Ignacy z Oña, hiszp. Íñigo de Oña, bask. Eneko Oñakoa (ur. ok. 1000(?) r., zm. 1 czerwca 1068) – święty Kościoła katolickiego.
Według tradycji urodził się w Calatayud. Był pustelnikiem, następnie wstąpił do klasztoru benedyktyńskiego San Juan de la Peña w Aragonii, po czym wrócił do życia pustelniczego, które przyniosło mu opinię świętego i cudotwórcy. W 1034 r. z woli króla Nawarry Sancha III Wielkiego stanął na czele ufundowanego rok wcześniej opactwa w Oña, gdzie wprowadził reformy kluniackie, doprowadzając do rozkwitu życia monastycznego. Opactwo zarządzało licznymi posiadłościami w okolicach Burgos, Palencii i La Riojy, a także w Kantabrii. Íñigo spędzał też wiele czasu na dworze królewskim. Jego protektorem był przede wszystkim García Sánchez III, syn Sancha III. Opat towarzyszył mu także w czasie bitwy pod Atapuerca w 1054 r., w której król Nawarry zginął z rąk swego brata, Ferdynanda, króla Kastylii i Leónu. Lojalność okazana pokonanemu nie zaszkodziła Íñigo w oczach Ferdynanda, który otaczał opieką klasztor w Oña i nadawał mu liczne donacje.
Íñigo zmarł 1 czerwca 1068 r. Jego kult został ustanowiony na synodzie w Tours w 1163 r. decyzją papieża Aleksandra III. W 1239 r. papież Aleksander IV ustanowił odpust związany z jego wspomnieniem (1 czerwca) dla kościoła w Oña, gdzie znajduje się jego grób. W średniowieczu czczony był jako opiekun jeńców. Od 1600 r. jest patronem Calatayud.
Klemens XII wpisał go do Martyrologium rzymskiego.